# Iodictyum deliciosum
Iodictyum deliciosum är en mossdjursart som först beskrevs av P. Buchner 1924.  Iodictyum deliciosum ingår i släktet Iodictyum och familjen Phidoloporidae. Inga underarter finns listade i Catalogue of Life.